# 佐世保小學生殺人事件
佐世保小學生殺人事件發生於2004年6月1日中午，日本長崎縣佐世保市大久保一位11歲的小學六年級女生辻菜摘（被稱「少女A」）持美工刀殺死12歲的同班同學御手洗憐美，她頸部大量出血致死。该案是日本目前为止，施害者年龄最小的一宗谋杀案，對日本社會造成巨大影響。

## 背景
被害者和少女A從3月開始和幾個女孩交換日記。並在4月開始和少女A及另一個女孩在非公開的會員式網路留言板留言。5月中旬以後，由於被害者在少女A的留言板數度批評她的新髮型不好看（有稱是因為取笑她身材臃腫），又說她巴結老師，讓她心懷怨恨。之後少女A利用被害者的密碼將留言刪掉，但被害者於事發前四天再度留下類似留言。
少女A最愛看的書是高見廣春小說《大逃殺》與大石圭小說《咒怨》，案發2個月前曾還在網路上發表一篇類似《大逃殺》的小說，内容为描写六年级班内38人相互残杀的故事，每个角色的名字都与现实中同学们的名字十分相似，并表示将来的梦想是小说家。

## 過程
事發當天的午飯時間，少女A邀被害者到沒人的教室，並讓被害者坐在椅子上，再拉起窗簾，少女A從被害者背後伸手遮住雙眼，之後利用美工刀割傷被害者的頸部動脈，造成了颈部动脉的大出血，在很短的时间内即死亡。被害者頸部傷口長達10公分、深10公分，雙手也有傷口，左手甚至可以看到骨頭。少女A之後用腳踢被害者，確認被害者死活，之後滿身是血的離開教室。
中午午休時，輪值老師發現被害者不在教室，因此至其他教室尋找，這時少女A滿身是血被老師目擊到，詢問血跡的來源時，少女A表示“這不是我的血”。之後老師發現被害者躺在地板上，滿地鮮血。该老师立即报告了校方，隨後通知了長崎縣警。警察因為得知了少女A身上有血跡的目擊而對她進行詢問，她便承認了自己殺害同學的事實。
少女A於5月31日晚間9時收看水野真紀主演的《陪酒女侦探千钧一发》（ホステス探偵危機一髪）第六集，
劇情中出現被害人被美工刀刺殺的血腥畫面。她表示下手前幾天也想過用其他方法殺人，不過看完連續劇後，決定用美工刀殺人。

## 家庭
被害者兩年前(小學四年級)從長崎市轉學至佐世保市大久保小學，參加動畫研究社，與少女A同樣加入了籃球社。父親是《每日新聞》佐世保分局局長，母親於案發三年前癌症病逝，有兩個哥哥，事發時長男就讀德島縣的大學，次男為國中三年級。
少女A的家庭由祖母、雙親、姐姐一共五人組成，父親是婿養子，曾經在禮品中心工作，但在少女A兩歲時罹患腦梗塞，復健之後改從事保險業、物流業為生，因此從小便由祖母代替父親將少女A養大。草薙厚子於著作中表示父親有對少女A家暴的情形，但少女A父親堅決否認。2014年出版，由被害者父親下屬每日新聞記者川名壯志所著『謝るなら、いつでもおいで 佐世保小六女児同級生殺害事件』（新潮文庫・集英社）一書中也表示，草薙厚子所提出的家暴並非事實，在取材的過程中也沒有得到有關的消息。事發當時姐姐因故高中中輟，因此祖母和母親一同離鄉，準備參加取得高中畢業資格認定的考試。而少女A則退出社團活動，為了升上縣立中學而積極準備。

## 裁決
2004年9月15日、長崎家庭裁判所歷時3個月、鑑定少女A精神狀態。经过讨论后，法院宣布，少女A患有亞斯伯格症候群（Asperger syndrome），其心智受到了一定的干扰。同時決定限制少女A行動自由最長2年、並移送至栃木縣國立鬼怒川學院（日语：栃木縣国立きぬ川学院）。到了2006年，法庭认为她的改造计划并未完成，又延长了两年，到2008年才将其释放。

## 影響
事發之後對整個日本社會造成諸多影響，包含：強化校園心輔員的設置、重新評估針對網路行為的道德教育施行、短期間停止與暴力行為相關的節目放送、調查校園霸凌行為並讓有關人士深刻了解道德教育的重要性，並且造成了一些模仿案件的發生，在此之前與之後的未成年犯罪年齡下降趨勢，促使日本政府於2007年修改少年法，移送少年院的年齡從14歲以上下修到大約12歲以上，修法對於年齡的寬鬆用詞實際上11歲也能被移送。
隨後，媒體和網路挖出了少女A的真實姓名（日本法律規定不能公開未成年犯罪者姓名）、生活照等。然而，當少女A的形象越來越具體化之後，日本社會亦出現了詭異的風氣，像是她生活照身上那件「Nevada」運動服暴紅，令有些人主題性地舉辦cosplay少女A的活動，甚至有群組開始以少女A為主角，創作大量同人作品。在這些作品中，少女A擁有一張清秀可愛的臉龐，冷酷厭世的表情，拿起帶血的美工刀，看起來相當迷人。因此不少網友認為，這樣不但對受害者家庭造成二次傷害，還會助長了另一批潛在的犯罪誘因。
2004年6月4日、内閣府特命防災擔當大臣井上喜一針對這次殺人事件說「活潑的女性變多了吧」。財務大臣谷垣禎一於6月5日、在岡山市演講時說「無法爭辯的是在我小時候、放火是女性會犯的罪。當然男性也會犯罪、使用美工刀來殺人是有原則的男性犯罪」、這些不適當的發言遭受社會大眾批判。6月10日、井上撤回之前的發言。
之後文部科學省針對此事件發表談話，首相小泉純一郎亦呼籲全國家長反省教養孩子的問題。日本重新討論青少年犯罪及犯罪刑責問題。